# 黄超 (红军人物)
黄超（1906年—1938年），中国工农红军人物。贵州人。

## 生平
1925年在上海加入中国共产党，参加五卅运动。1928年赴莫斯科东方大学学习，精通俄语。1930年毕业归国。1931年2月任中共广东省委组织部秘书。1931年秋，赴鄂豫皖苏区，在中共鄂豫皖中央分局作组织工作，后任张国焘秘书。1931年冬任鄂豫皖革命军事委员会秘书长。1932年兼任红四方面军政治部秘书长，调任红二十五军政治部主任。1932年10月随红四方面军西征，参与开辟大巴山苏区，改任红七十三师政治部主任。1933年7月任红三十一军政治部主任。1934年任西北革命军事委员会秘书长，后兼任川陕省委委员、常委，川陕省苏维埃政府执行委员、川陕省苏维埃政府秘书长。1935年5月随红四方面军长征，任中共西北特区区委委员，红一、四方面军会师后任西北联邦政府执行委员。1935年9月调任红五军政委。张国涛率部南下川康边作战后，兼任金川军区政治委员。1936年10月率红五军参加红军西路军，西路军军政委员会常委，该委员会由陈昌浩、徐向前负责。1937年3月任中共西路军工作委员会委员，该委员会由李卓然、李先念负责。1937年4月西路军彻底失败后，随西路军左支队余部突围至新疆。
1937年11月中旬，李特、黄超听说王明、康生等中共驻共产国际代表团成员从苏联回国已到迪化，前往苏联驻迪化领事馆要求面见王明。西路军余部有多人要求去苏联学习，共产国际表示只有伤残高级干部的可以去，西路军在新疆的高级指挥班的上级负责人陈云、滕代远为此做了大量说服工作。1937年12月初，邓发代表中央宣布在新疆的西路军人员赴苏联、留新疆、回延安的名单。李先念、程世才、曾传六、李卓然等人回延安，黄超、李特、徐梦秋、黄火青、周纯麟等留在新疆。
张国焘在《我的回忆》中称，王明当面告诉张国焘，1938年春，黄超与李特一起以“托派分子”罪名被处决。
1996年6月5日中共中央与中国人民解放军总政治部给黄超平反，追认为革命烈士。